# فاطمه عبدالسلام
فاطمه عبدالسّلام (؟ -۱۳۹۵) (نسب: فاطمه بنت یحیی بن عفیف بن عبدالسلام) بانوی محدث مصری در سدهٔ هشتم هجری بود. نزد بزرگانی از جمله شمس‌الدین ذهبی دانش آموخت. «ابوالفتح عثمانی» از شاگردانش بود. در ۷۹۸ق در مدینه درگذشت و در بقیع دفن شد.

## منبع
1. ↑  کحاله، عمر رضا (۱۹۵۹). أعلام النساء فی عالمی العرب والإسلام. ج. ۴. بیروت: موسسة الرسالة. ص. ۱۴۹. تاریخ وارد شده در |سال= را بررسی کنید (کمک)